# Lancun
Lancun (kinesiska: 兰村, 兰村乡) är en socken i Kina. Den ligger i provinsen Hunan, i den södra delen av landet, omkring 130 kilometer sydost om provinshuvudstaden Changsha. Antalet invånare är 7535. Befolkningen består av 3 563 kvinnor och 3 972 män. Barn under 15 år utgör 19,0 %, vuxna 15-64 år 69 %, och äldre över 65 år 10,0 %.
Genomsnittlig årsnederbörd är 2 038 millimeter. Den regnigaste månaden är maj, med i genomsnitt 302 mm nederbörd, och den torraste är oktober, med 33 mm nederbörd.